# Jo-Carroll Dennison
Jo-Carroll Dennison (* 16. Dezember 1923 in Florence, Arizona; † 18. Oktober 2021 in Idyllwild, Kalifornien) war eine US-amerikanische Schauspielerin und Schönheitskönigin. Sie gewann 1942 den Titel der Miss America und hatte anschließend eine mehr als dreißigjährige Filmkarriere.

## Leben
Dennison wuchs als einziges Kind der Vaudeville-Darsteller Henry Dennison und Carroll Brownd im Zirkusgewerbe auf und wechselte daher in ihrer Jugend mehrfach den Wohnort. So wuchs sie neben ihrem Geburtsort Florence in San Francisco, Santa Barbara und Tyler auf. Dennison stand bereits im Alter von zwei Jahren für Gesangs- und Tanzauftritte auf der Bühne. Sie absolvierte ihren Schulabschluss 1940 an der Hale Center High School in Hale Center und arbeitete anschließend als Stenografin in Tyler.
1942 gewann Dennison den Wettbewerb der Miss Texas und nahm dadurch an der Wahl zur Miss America teil, die sie ebenfalls für sich entscheiden konnte. Als amtierende Miss America absolvierte Dennison vor allem Truppenbesuche und besuchte Militärkrankenhäuser. Zudem machte sie Werbung für Kriegsanleihen. Sie war die erste Miss Texas, die auch den Titel der Miss America erhielt.
Nach ihrer Wahl zur Miss America erhielt Dennison einen Filmvertrag bei 20th Century Fox. Es folgte eine bis 1976 andauernde Film- und Fernsehkarriere. Zu ihren bekanntesten Rollen zählt die der Ann Murray in Der Jazzsänger aus dem Jahr 1946.
Jo-Carroll Dennison war zweimal verheiratet: Von 1945 bis 1950 mit dem Komiker Phil Silvers und von 1954 bis 1981 mit dem Fernsehproduzenten Russell Stoneham, mit dem sie zwei gemeinsame Kinder hat. Beide Ehen wurden geschieden. Dennison lebte in Idyllwild in den San Jacinto Mountains. Sie starb am 18. Oktober 2021 im Alter von 97 Jahren in ihrem Zuhause in Idyllwild. Zum Zeitpunkt ihres Todes war Dennison die älteste lebende Miss-America-Preisträgerin.

## Filmografie (Auswahl)
- 1944: Winged Victory
- 1945: Jahrmarkt der Liebe (State Fair)
- 1946: The Missing Lady
- 1946: Der Jazzsänger (The Jolson Story)
- 1950: Amazonen des Urwalds (Prehistoric Women)
- 1950: Dick Tracy (Fernsehserie, zwei Folgen)
- 1951: Secrets of Beauty
- 1951: Aufgelesen (Pickup)
- 1976: Everybody Rides the Carousel